# 天授 (大理)
天授（1096年）是大理国皇帝段正淳的第一個年号，共计1年。
雲南文獻皆作天授年號為段正淳第一個年號，唯李兆洛《纪元编》天授年号在开明、文安之后。
起訖年，方詩銘、李崇智、段玉明、李家瑞、王雲、黃德榮作1096年。

## 年號及改元出處
- 倪輅《南詔野史》：「宋紹聖三年（1096），受高氏禪，號後理國，改元天授，又改元開明、天正等號。……禪位為僧，在位十三年。」
- 胡蔚《增訂南詔野史》：「宋哲宗丙子紹聖三年（1096）復得國，即位，號後理國，……明年（1097），改元天授，又改元開明、天政、文安。……徽宗戊子大觀二年（1108），正淳禪位為僧，在位十二年。」
- 王崧《雲南備徵志》：「宋哲宗紹聖三年（1096）即位，改元天授。……丁丑（1097），改元開明。……壬午（1102）……次年（1103），改元天正。……戊子（1108），帝禪位為僧，在位十三年。」
- 諸葛元聲《滇史》：「段氏十五世正淳，以宋哲宗紹聖三年丙子（1096）立，改元天授。……丁丑（1097），正淳改元文安。在位十三年，避位為僧。」
- 李京《雲南志略》：「政明之子政淳立，改元天授、明開、大政（陶宗儀《說郛》作天政）、文安。在位十三年。」
- 楊慎《滇載記》：「正淳復國，改元天授。……立十三年，再改元曰開明、文安。」
- 馮蘇《滇考》：「正淳改元天授。……又改元明開、天政、文安，在位十二年，避為僧。」
- 《白古通記淺述》：「立段氏子正淳，是為後理國。……正淳在位十三年。」

## 纪年
| 天授 | 元年   |
| ---- | ------ |
| 公元 | 1096年 |
| 干支 | 丙子   |

## 同期存在的其他政权年号
- 中國
  - 紹聖（1094年－1098年）：宋－宋哲宗趙煦之年號
  - 壽昌（1095年－1101年）：遼－遼道宗耶律洪基之年號
  - 天祐民安（1090年－1097年）：西夏－夏崇宗李乾順之年號
- 越南
  - 會豐（1092年－1100年）：李朝－李乾德之年號
- 日本
  - 嘉保（1095年－1097年）：堀河天皇之年号